# 도미니카 공화국의 국기

도미니카 공화국의 국기 비율 2:3

민간기 비율 2:3

도미니카 공화국의 국기는 1863년 11월 6일에 제정되었다. 국기 가운데에는 하얀색 십자가가 그려져 있으며 십자가 안에는 국장이 그려져 있다. 왼쪽 상단과 오른쪽 하단에는 파란색 직사각형, 오른쪽 상단과 왼쪽 하단에는 빨간색 직사각형이 그려져 있다. 파란색과 빨간색 2색은 아이티의 국기에서 취했으며 파란색은 자유를, 하얀색 십자가는 구세주를, 빨간색은 영웅들의 피를 의미한다. 민간기는 국장이 없는 형태의 기를 사용한다.

## 색상
| 색상 | 파랑              | 빨강                | 하양                  |
| ---- | ----------------- | ------------------- | --------------------- |
| RGB  | 0–45–98 (#002D62) | 206–17–38 (#CE1126) | 255–255–255 (#FFFFFF) |

## 이전의 국기

1844년 ~ 1849년
1849년 ~ 1861년

## 다른 국기

대통령기 (해상)
육군기
군함기
해군기
공군기